# Packwaukee
Packwaukee ist eine Siedlung auf gemeindefreiem Gebiet im Marquette County im US-amerikanischen Bundesstaat Wisconsin. Zu statistischen Zwecken ist der Ort zu einem Census-designated place (CDP) zusammengefasst worden. Im Jahr 2010 hatte Packwaukee 262 Einwohner.

## Geografie
Packwaukee liegt im südöstlichen Zentrum Wisconsins am Nordufer des zum Buffalo Lake aufgestauten Fox River, der in den Michigansee mündet. 
Die geografischen Koordinaten von Packwaukee sind 43°45′48″ nördlicher Breite und 89°27′30″ westlicher Länge. Der Ort erstreckt sich über eine Fläche von 1,24 km² und liegt im Westen der Town of Packwaukee.
Nachbarorte von Packwaukee sind Montello (12,6 km ostnordöstlich), Buffalo Shore Estates (3,5 km südlich, am gegenüberliegenden Flussufer), Endeavor (9 km südlich, am gleichen Flussufer), Oxford (10,9 km westnordwestlich) und Westfield (16,3 km nordnordwestlich).
Die nächstgelegenen größeren Städte sind Wausau (146 km nördlich), Appleton (124 km ostnordöstlich), Green Bay am Michigansee (172 km in der gleichen Richtung), Wisconsins größte Stadt Milwaukee (184 km südöstlich), Chicago in Illinois (312 km südsüdöstlich), Wisconsins Hauptstadt Madison (88,3 km südlich), Rockford in Illinois (195 km in der gleichen Richtung) und La Crosse am Mississippi (165 km westlich).

## Verkehr
Die in Nord-Süd-Richtung hier auf einem gleichen Streckenabschnitt verlaufenden Interstate 39 und U.S. Highway 51 führen in rund 2 km Entfernung entlang des westlichen Ortsrandes. Der County Highway D verläuft als Hauptstraße durch Packwaukee und verlässt den Ort in südsüdöstlicher Richtung über eine Brücke über den Fox River. Alle weiteren Straßen sind untergeordnete Landstraßen, teils unbefestigte Fahrwege sowie innerörtliche Verbindungsstraßen.
Die nächstgelegenen größeren Flughäfen sind der Dane County Regional Airport in Madison (82,1 km südlich) und der Milwaukee Mitchell International Airport in Milwaukee (195 km südöstlich).

## Bevölkerung
Nach der Volkszählung im Jahr 2010 lebten in Packwaukee 262 Menschen in 119 Haushalten. Die Bevölkerungsdichte betrug 211,3 Einwohner pro Quadratkilometer. In den 119 Haushalten lebten statistisch je 2,2 Personen. 
Ethnisch betrachtet bestand die Bevölkerung mit vier Ausnahmen nur aus Weißen. Unabhängig von der ethnischen Zugehörigkeit waren 1,5 Prozent der Bevölkerung spanischer oder lateinamerikanischer Abstammung. 
20,6 Prozent der Bevölkerung waren unter 18 Jahre alt, 63,0 Prozent waren zwischen 18 und 64 und 16,4 Prozent waren 65 Jahre oder älter. 50,4 Prozent der Bevölkerung waren weiblich.
Das mittlere jährliche Einkommen eines Haushalts lag bei 31.591 USD. Das Pro-Kopf-Einkommen betrug 17.573 USD. 30,0 Prozent der Einwohner lebten unterhalb der Armutsgrenze.